# 南越王组玉珮

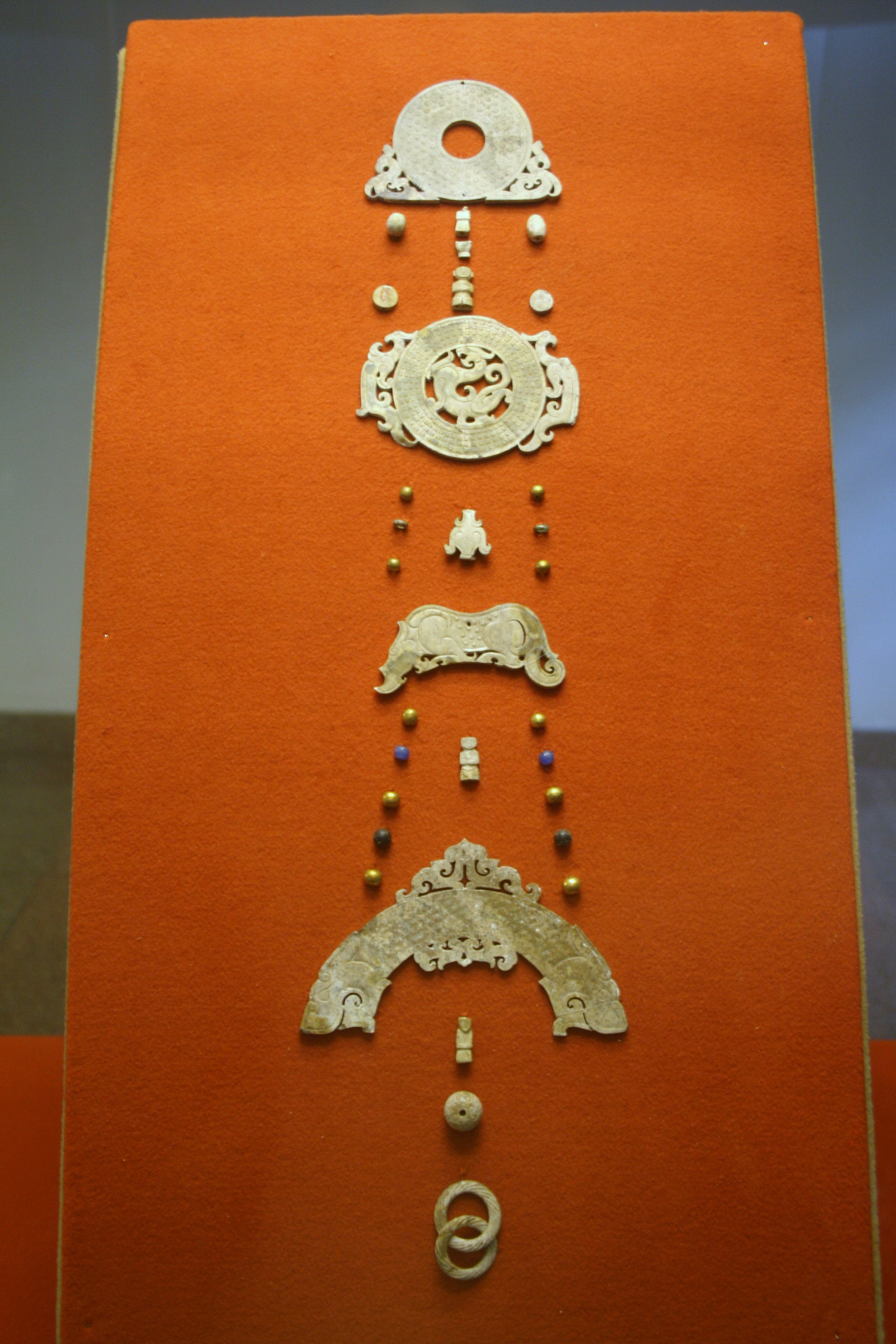
南越文王墓出土的墓主人组玉佩

南越王组玉珮是1983年在广州解放北路发现的南越王墓内出土，现珍藏于西汉南越王博物馆内。
玉珮长约60厘米，发现于南越文帝赵眜的丝缕玉衣胸腹间，覆盖在10块组玉璧之上。由玉、金、煤精、玻璃等质料的32件饰件组成。因穿结的丝带已腐烂，器件散开。依出土位置复原，组件顺序为：双凤涡纹玉璧、龙凤涡纹玉璧、犀形玉璜、玉人4件、壶形玉饰、兽头形玉饰、玉珠5粒、玉套环、玻璃珠4粒、煤精珠2粒、金珠10粒组合成。